# Hiệp định Quốc tế về Trung lập Lào
Hiệp định Quốc tế về Trung lập Lào (tiếng Anh: International Agreement on the Neutrality of Laos) là hiệp định quốc tế được ký kết tại Genève vào ngày 23 tháng 7 năm 1962 giữa 14 quốc gia, trong đó có Lào, là kết quả của Hội nghị Quốc tế về Giải quyết Vấn đề Lào, kéo dài từ ngày 16 tháng 5 năm 1961 đến ngày 23 tháng 7 năm 1962.
Liên bang Miến Điện, Campuchia, Canada, Cộng hòa Nhân dân Trung Hoa, Việt Nam Dân chủ Cộng hòa, Pháp, Ấn Độ, Cộng hòa Nhân dân Ba Lan, Việt Nam Cộng hòa, Thái Lan, Liên Xô, Vương quốc Liên hiệp Anh và Hoa Kỳ đã ký vào bản tuyên bố này. Nó tuyên bố nền trung lập của Chính phủ Hoàng gia Lào ngày 9 tháng 7 năm 1962 có hiệu lực như một thỏa thuận quốc tế vào đúng ngày ký kết là ngày 23 tháng 7.

## Bối cảnh
Sau một thời gian ngắn Nhật Bản chiếm đóng Lào vào cuối Thế chiến thứ hai và tuyên bố độc lập của phe quốc gia Lào, Pháp đã tái chiếm Lào và phần còn lại của Liên bang Đông Dương, bao gồm Việt Nam và Campuchia. Trong cuộc nổi dậy về sau, thành viên cộng sản Đông Dương đã góp phần lập nên Pathet Lào, một phong trào dân tộc chủ nghĩa của Lào và là đồng minh của Bắc Việt/Việt Minh trong cuộc đấu tranh chống thực dân Pháp. Sau thất bại của người Pháp, Hiệp định Genève năm 1954 xác lập chủ quyền của Lào. Năm 1960, cuộc nội chiến nổ ra giữa Quân đội Hoàng gia Lào dưới sự chi viện của Mỹ, chống lại quân nổi dậy Pathet Lào được Việt Nam Dân chủ Cộng hòa hậu thuẫn.

## Thỏa thuận
Tổng thống Mỹ John F. Kennedy đề xuất một giải pháp thương lượng với Liên Xô và các bên quan tâm khác. Năm 1962, một hội nghị hòa bình ở Genève đã đưa ra Tuyên bố Trung lập Lào và một chính phủ liên hiệp ba thành phần gồm các phe thân Mỹ, thân cộng sản và trung lập.
14 bên ký kết cam kết tôn trọng nền trung lập của Lào và không can thiệp trực tiếp hoặc gián tiếp vào công việc nội bộ của Lào, lôi kéo Lào vào liên minh quân sự hoặc thiết lập căn cứ quân sự trên lãnh thổ Lào. Chính phủ Lào cam kết ban hành các cam kết của mình theo hiến pháp và có hiệu lực pháp luật.

## Hậu quả
Tuy nhiên, thỏa thuận gần như ngay lập tức bị Mỹ, Liên Xô, Cộng hòa Nhân dân Trung Hoa, Việt Nam Dân chủ Cộng hòa và chính Pathet Lào vi phạm. Việt Nam Dân chủ Cộng hòa vẫn tiếp tục cho 7.000 lính đồn trú ở Lào. Liên Xô và Cộng hòa Nhân dân Trung Hoa đã viện trợ quân sự cho Pathet Lào. Hoa Kỳ bắt đầu chiến dịch ném bom hỗ trợ cả Chính phủ Hoàng gia Lào và các nỗ lực của Mỹ ở Việt Nam Cộng hòa. Pathet Lào liên tiếp tấn công và quấy rối các lực lượng trung lập.
Những vi phạm này là điển hình cho hành vi của tất cả các bên trong thời gian còn lại của Chiến tranh Đông Dương lần thứ hai.
Năm 1959, Việt Nam Dân chủ Cộng hòa đã thiết lập tuyến đường tiếp tế đi qua lãnh thổ Lào “trung lập” nhằm chi viện cho lực lượng nổi dậy của Mặt trận Dân tộc Giải phóng miền Nam Việt Nam chống lại chính quyền Việt Nam Cộng hòa. Cộng sản gọi tuyến tiếp tế này là "Tuyến chi viện chiến lược Trường Sơn" (Đường Trường Sơn)”. Pathet Lào và Việt Nam Dân chủ Cộng hòa tiếp tục sử dụng và cải thiện tuyến đường tiếp tế mà về sau gọi là Đường mòn Hồ Chí Minh.
Cụ thể hơn, trong Chiến tranh Đông Dương lần thứ hai, Việt Nam Dân chủ Cộng hòa đã nhận được sự hợp tác của Pathet Lào để xây dựng và duy trì Đường mòn Hồ Chí Minh xuyên suốt chiều dài đất Lào. Hàng nghìn binh sĩ Việt Nam đóng quân tại Lào hòng duy trì mạng lưới đường bộ và đảm bảo an ninh cho nước này. Những quân nhân người Việt cũng đã chiến đấu bên cạnh Pathet Lào trong cuộc đấu tranh lật đổ chính phủ trung lập của Lào. Sự hợp tác này vẫn tiếp tục sau chiến tranh và cho tới khi phe cộng sản lên nắm toàn quyền ở Lào vào cuối năm 1975.